# Лефки Перистера
Лефки Перистера (грч. Λευκή Περιστέρα) је приморско насељено место у општини Касандра у периферији Средишња Македонија, Грчка. Према попису из 2021. године било је 6 становника.
Насеље је подигнуто шездесетих година 20. века и први пут се помиње на попису из 1971. године са 10 становника.